# Boliscodes
Boliscodes – rodzaj pająka z rodziny ukośnikowatych, opisany przez Simona w 1909 roku. Jedyny i zarazem typowy gatunek to B. amaenulus występujący tylko w Wietnamie.

## Gatunki
- Boliscodes amaenulus Simon, 1909 (Wietnam)